# Ulrich Trinks

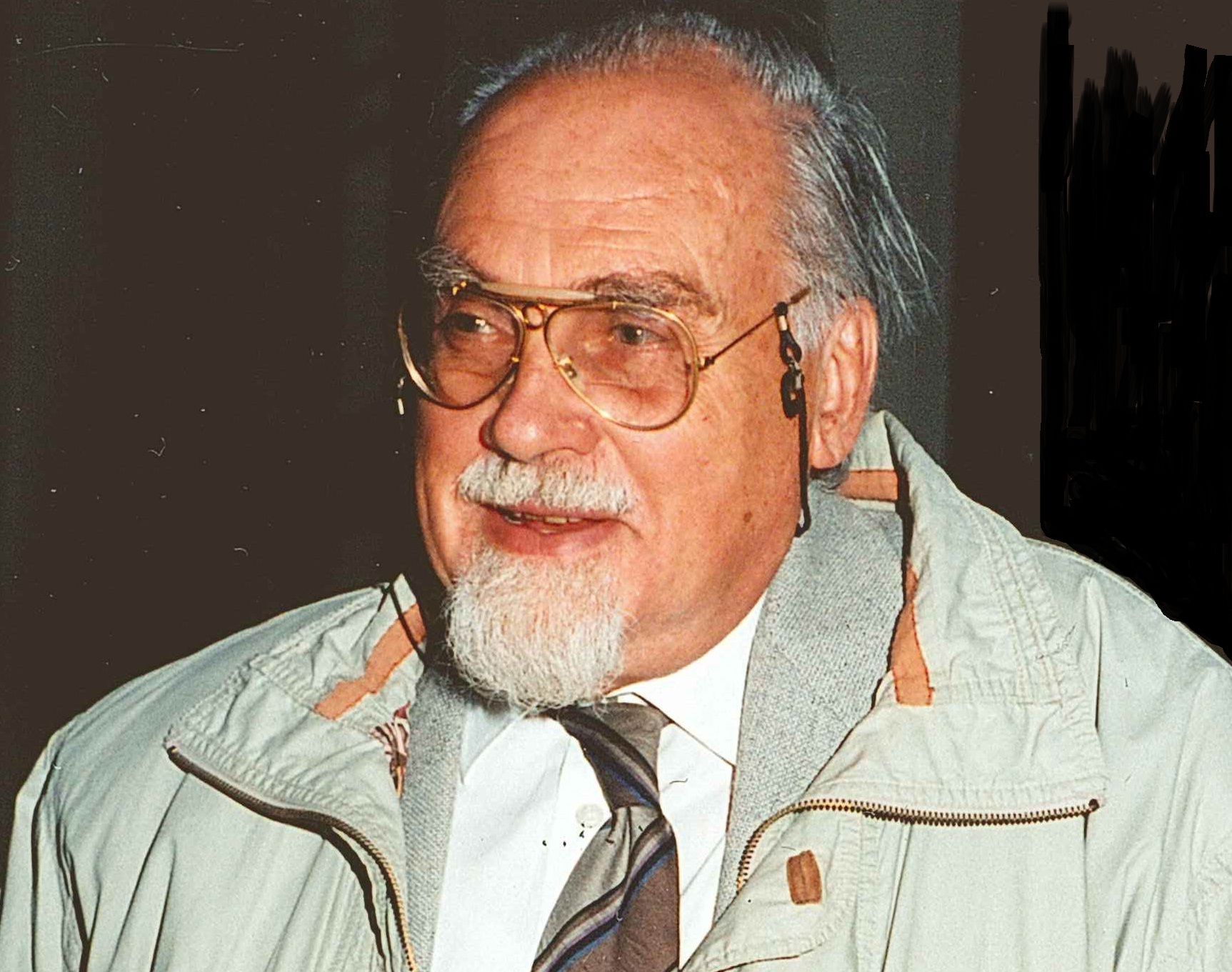
Ulrich Trinks, Juni 2007

Ulrich Trinks (* 26. Februar 1930 in Braunschweig; † 29. Mai 2008 in Wien) war ein österreichischer Historiker, Erwachsenenbildner und langjähriger Leiter der Evangelischen Akademie Wien.

## Leben und Wirken
Ulrich Trinks ist in einer norddeutschen evangelischen Beamtenfamilie in Braunschweig aufgewachsen. Er studierte Alte Geschichte in Göttingen, Tübingen und schließlich auch in Graz. Ein Semester verbrachte er 1949/50 in England, wo er seine spätere Frau kennenlernte, zu der er dann 1953 nach Graz übersiedelte. In der steirischen Hauptstadt war er auch als Universitätsassistent tätig. 1956 bis 1966 war Trinks Generalsekretär der Evangelischen Studentengemeinden in Österreich, die er auch im Christlichen Studentenweltbund vertrat. 1962 zog das Ehepaar Trinks nach Wien, wo Ulrich Trinks in der Evangelischen Akademie arbeitete, deren Leitung er von 1966 bis zu seiner Pensionierung 1993 innehatte. Er war ein entschiedener Vertreter des „Reformflügels“ der Evangelischen Kirche in Österreich und besonders in der Ökumene und im christlich-jüdischen Dialog engagiert. U. a. wegen seiner Unterstützung des Antirassismusprogrammes des Weltkirchenrates kam er in den 1970er Jahren in Konflikt zur damaligen evangelisch-lutherischen Kirchenleitung (unter Bischof Oskar Sakrausky). Trinks war von 1968 bis 1993 Mitglied des internationalen Ausschusses sowie ab 1977 der Arbeitsgemeinschaft Juden und Christen des Deutschen Evangelischen Kirchentages. Er arbeitete auch mit der Internationalen Christlichen Friedenskonferenz zusammen und nahm an der I. und V. Allchristlichen Friedensversammlung in Prag (1961 bzw. 1978) teil.
Nach seiner Übersiedlung nach Österreich versuchte Trinks, konservativ-reaktionäre Zustände aufzudecken. Der Wiener Kirchenrechtler Karl W. Schwarz schreibt dazu u. a.:

„Als er [, Trinks,] 1953 nach Österreich kam, war der alte aus deutschnationalen Quellen gespeiste Antisemitismus in Akademikerkreisen noch weit verbreitet und spürbar. Trinks erwähnt als Beispiel den seinerzeitigen Praktischen Theologen Gustav Entz (1884–1957)‚ dessen ungebrochen antisemitische Grundeinstellung noch 1954 in Vorträgen zum Ausdruck kam.“

Ulrich Trinks, der zu einem Symbol des „Laien-Protestantismus“ in Österreich wurde, war auch im säkularen Bereich gesellschaftspolitisch engagiert – vor allem gegen Neonazismus, Rassismus und Antisemitismus sowie gegen die Diskriminierung gesellschaftlicher Gruppen: u. a. als Vorsitzender des Solidaritätskomitees für die Rechte der Kärntner Slowenen in den 1970er Jahren und des „Österreichischen Informationsdienstes für Entwicklungspolitik“ (1979–1984). Viele Jahre (ab 1973) war Trinks Generalsekretär der Aktion gegen den Antisemitismus und Vorstandsmitglied im „Koordinierungsausschuss für christlich-jüdische Zusammenarbeit“ (bis 1999). Er gehörte u. a. auch dem Beirat der Anti-Apartheid-Bewegung in Österreich an. Viele Jahre war Trinks Vorsitzender des Rings Österreichischer Bildungswerke sowie der Konferenz der Erwachsenenbildung Österreichs und vertrat diesen Bereich 1970 bis 1974 im Aufsichtsrat des öffentlich-rechtlichen Österreichischen Rundfunks (ORF).
Der evangelisch-lutherische Bischof Michael Bünker sagte bei der Beerdigung von Ulrich Trinks auf dem Wiener Zentralfriedhof: 

„Gerade als ein empörter Christ und Zeitgenosse war Ulrich Trinks engagiert im Aufbauen, ja ein Vorbild des Konstruktiven. Er baute an Beziehungen, an Freundschaften, ein Leben lang, am liebsten über Grenzen hinweg, die die anderen noch für unüberwindlich hielten, er baute an Schule, Bildung, am christlich-jüdischen Dialog, an Gerechtigkeit im weltweiten Horizont, und immer wieder an seiner Kirche, die er sehr geliebt haben muss, so heiß wie sein Zorn manchmal brannte.“

## Werke
- Herausgesagt. Persönliche Erfahrungen gelebten Christseins im 20. Jahrhundert. Ulrich Trinks im Gespräch mit Melitta Berdenich und Horst Gaisrucker (= Evangelische Akademie Wien. Bd. 11). Evangelische Akademie, Wien 2007, ISBN 978-3-9501732-5-3.
- Entkirchlichung als Aufgabe der Kirche: Zukunftserinnerungen für Johannes Dantine. In: Michael Bünker, Thomas Krobath (Hrsg.): Kirche: Lernfähig in die Zukunft? Festschrift für Johannes Dantine zum 60. Geburtstag. Tyrolia-Verlag, Innsbruck u. a. 1998, ISBN 3-7022-2178-6, S. 388 ff.
- Die schwedische Mission in der Seegasse. In: Dialog. Christlich-jüdische Informationen. Nr. 43/2001, ISSN 1816-6431, S. 12 ff. (Nachdruck in: Amt und Gemeinde. Bd. 52, 2001, ISSN 1680-4015, S. 286 f.)
- Mit Juden reden, nicht über sie! Die Bedeutung des christlich-jüdischen Gesprächs in meinem Leben. In: Dialog. Christlich-jüdische Informationen. Nr. 38/2000, S. 6 ff.
- Gedanken zur Kultivierung politischen Handelns. In: Robert Kauer (Hrsg.): Bilanz für die Zukunft. 20 Jahre EAK (= Schriftenreihe Standpunkte. Bd. 19, ZDB-ID 1190125-1). Politische Akad. der ÖVP, Wien 1989, S. 65 ff.
- Religiöser Sozialismus im Protestantismus. Paul Tillich zum 100. Geburtstag. Ein Tagungsbericht (= Veröffentlichungen der Evangelischen Akademie Wien. Bd. 4, ZDB-ID 1132365-6). Gemeinsam veranstaltet mit der Arbeitsgemeinschaft Christentum und Sozialismus (ACUS) und dem Dr. Karl-Renner-Institut Wien vom 30. Mai bis 1. Juni 1986. Evangelische Akademie, Wien 1987.
- Reaktionen in der evangelischen Kirche in Österreich auf Barmen 1934 und den Kirchenkampf im Deutschen Reich. In: Michael Bünker (Hrsg.): Widerstehen. Die Kirche im politischen Spannungsfeld. Barmen 1934–1984 (= Veröffentlichungen der Evangelischen Akademie Wien. Bd. 3). Evangelische Akademie, Wien 1985, S. 27 ff.
- Christen und Juden im Gespräch. Evangelische Stellungnahmen (= IDCV Vorträge. Nr. 18, ZDB-ID 2292010-9). Informationszentrum im Dienste der Christlich-Jüdischen Verständigung (IDCIV), Wien 1984.
- Die evangelische Kirche in Österreich und der Februar 1934. In: Informationsdienst der Salzburger Gruppe. 1984/4, ZDB-ID 2307019-5, S. 14 ff.
- Für die Rechte der Minderheiten. U. Trinks (Selbstverlag), Wien 1976.
- Protestantismus in Österreich. In: Karl Heinrich Rengstorf, Siegfried von Kortzfleisch (Hrsg.): Kirche und Synagoge. Handbuch zur Geschichte von Christen und Juden. Darstellung mit Quellen. Band 2. Klett, Stuttgart 1970, S. 532 ff.

### Als Herausgeber
- mit Horst Gaisrucker: Sozio-kulturelle Erfahrungen mit dem Wohnbau der Stadt Wien. Geschichte, Praxis, Zukunft. Ein Bericht über die Berlin-Wien-Studientagung in Wien 1983 (= Veröffentlichungen der Evangelischen Akademie Wien. Bd. 8, ZDB-ID 1132365-6). Evangelischen Akademie, Wien 1990.
- Robert Kissinger, Johannes Dantine, Ulrich Trinks: Bildungsexplosion. Eine Herausforderung für die Kirche (= Veröffentlichungen der Evangelischen Akademie Wien. Bd. 1). Evangelischen Akademie, Wien 1984.

## Ehrungen
- 1984 Österreichischer Staatspreis für Erwachsenenbildung
- 1988 Berufstitel Professor
- 1990 Dr.-Karl-Renner-Preis der Stadt Wien
- 1990 Ehrendoktor in Theologie der Comenius-Fakultät in Prag für sein jahrzehntelanges Eintreten für den ökumenischen Ost-West-Dialog
- 2002 Silberne Ehrenmedaille des Bundesverbandes der Israelitischen Kultusgemeinden Österreichs